# Cimetière d'Oak Hill (Washington)
Pour les articles homonymes, voir Cimetière d'Oak Hill.
Le cimetière d'Oak Hill (en anglais: Oak Hill Cemetery) est un cimetière historique de 8,9 hectares situé dans le quartier de Georgetown à Washington, D.C., aux États-Unis.
Fondé en 1848 et achevé en 1853, il constitue un excellent exemple de cimetière rural. De nombreux politiciens, hommes d'affaires, militaires, diplomates et philanthropes célèbres sont enterrés à Oak Hill, et le cimetière possède un certain nombre de mémoriaux et de monuments de style victorien. Oak Hill possède deux structures inscrites au Registre national des lieux historiques (National Register of Historic Places): la chapelle du cimetière d'Oak Hill (Oak Hill Cemetery Chapel) et le mausolée Van Ness (Van Ness Mausoleum).
L'enterrement de "Willie" Lincoln, fils décédé du président Abraham Lincoln, a inspiré le roman Lincoln in the Bardo (Lincoln dans le Bardo) de George Saunders, lauréat du Prix Booker (Man Booker Prize).

## L'histoire d'Oak Hill
Oak Hill a vu le jour en 1848 dans le cadre du mouvement des cimetières ruraux, directement inspiré par le succès du cimetière de Mount Auburn près de Boston dans le Massachusetts, lorsque William Wilson Corcoran (également fondateur de la Corcoran Gallery of Art) a acheté un terrain de 6,1 ha. Il a ensuite organisé la Cemetery Company pour superviser Oak Hill ; elle a été constituée en société par un acte du Congrès le 3 mars 1849.
La chapelle d'Oak Hill a été construite en 1849 par le célèbre architecte James Renwick, qui a également conçu le château de la Smithsonian Institution sur le Washington Mall et la cathédrale Saint-Patrick de New York. Sa chapelle rectangulaire d'un étage mesure 7 x 12 m et se trouve sur la crête la plus élevée du cimetière. Elle est construite en gneiss bleu, dans un style néo-gothique, avec des garnitures extérieures en grès rouge de Seneca, le même que celui utilisé pour le château.
En 1851, le capitaine George F. de la Roche, paysagiste, a fini de tracer les chemins sinueux et les terrasses qui descendent dans la vallée de Rock Creek. Lorsque la construction initiale fut achevée en 1853, Corcoran avait dépensé plus de 55 000 dollars pour l'aménagement paysager et l'architecture du cimetière.
Le 4 octobre 2022, Paul K. Williams, spécialiste de la préservation historique, est devenu le 14e surintendant en résidence du cimetière et le directeur des opérations de la Oak Hill Cemetery Historic Cemetery Foundation.

## Sépultures notables
- Dean Acheson
- Madeleine Albright
- Gamaliel Bailey
- Margaret Lucy Shands Bailey
- James G. Blaine (anciennement inhumé)
- Ben Bradlee
- William P. Burch
- Adolf Cluss
- Lorenzo Dow
- Peggy Eaton
- Katherine Graham
- Joseph Henry
- Herman Hollerith
- Willie Lincoln (anciennement inhumé)
- Myrtilla Miner
- Edwin P. Parker Jr.
- Paul J. Pelz
- Charles Anthony Schott
- E. D. E. N. Southworth
- Edwin M. Stanton

## Dans la culture populaire
- Le cimetière est le cadre du roman de 2017 de George Saunders Lincoln in the Bardo.
- Le cimetière fait partie de l'intrigue du roman de David Baldacci The Camel Club[3].
- Une tombe du cimetière est décrite comme le site d'un Dead Drop dans le roman de John le Carré L'espion parfait[4].
- Le cimetière faisait partie de l'intrigue du roman de Brad Meltzer The Inner Circle.

## Galerie photo

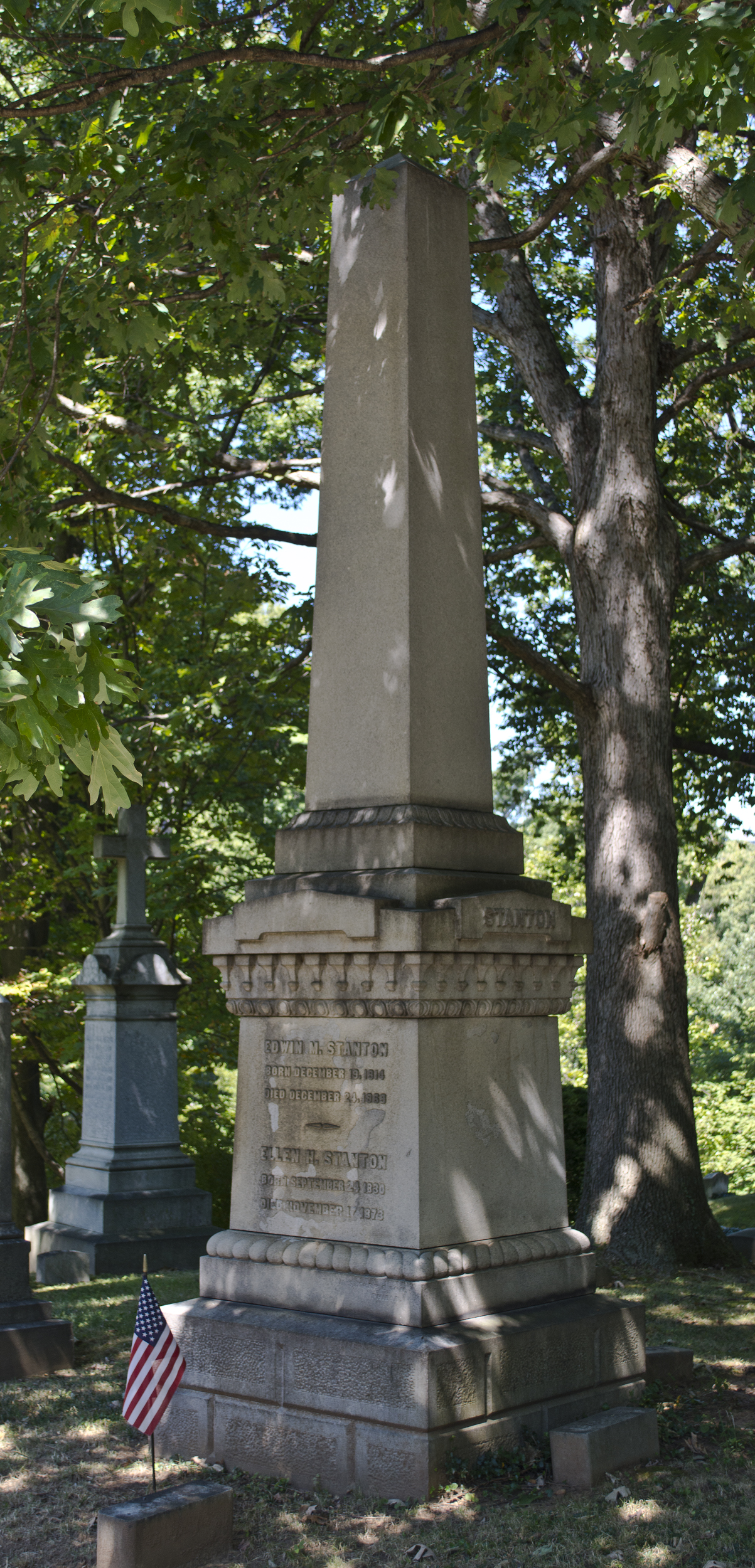
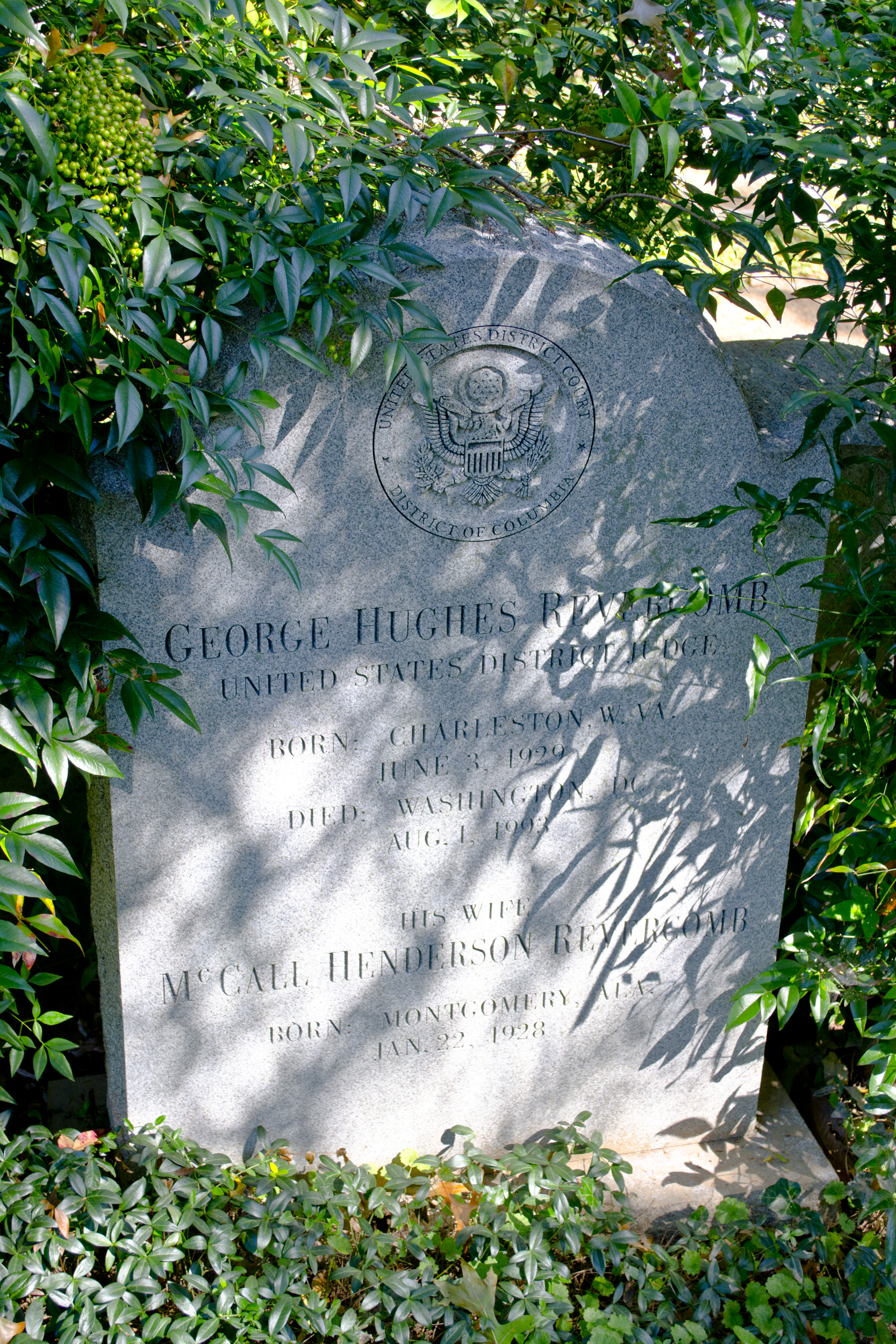
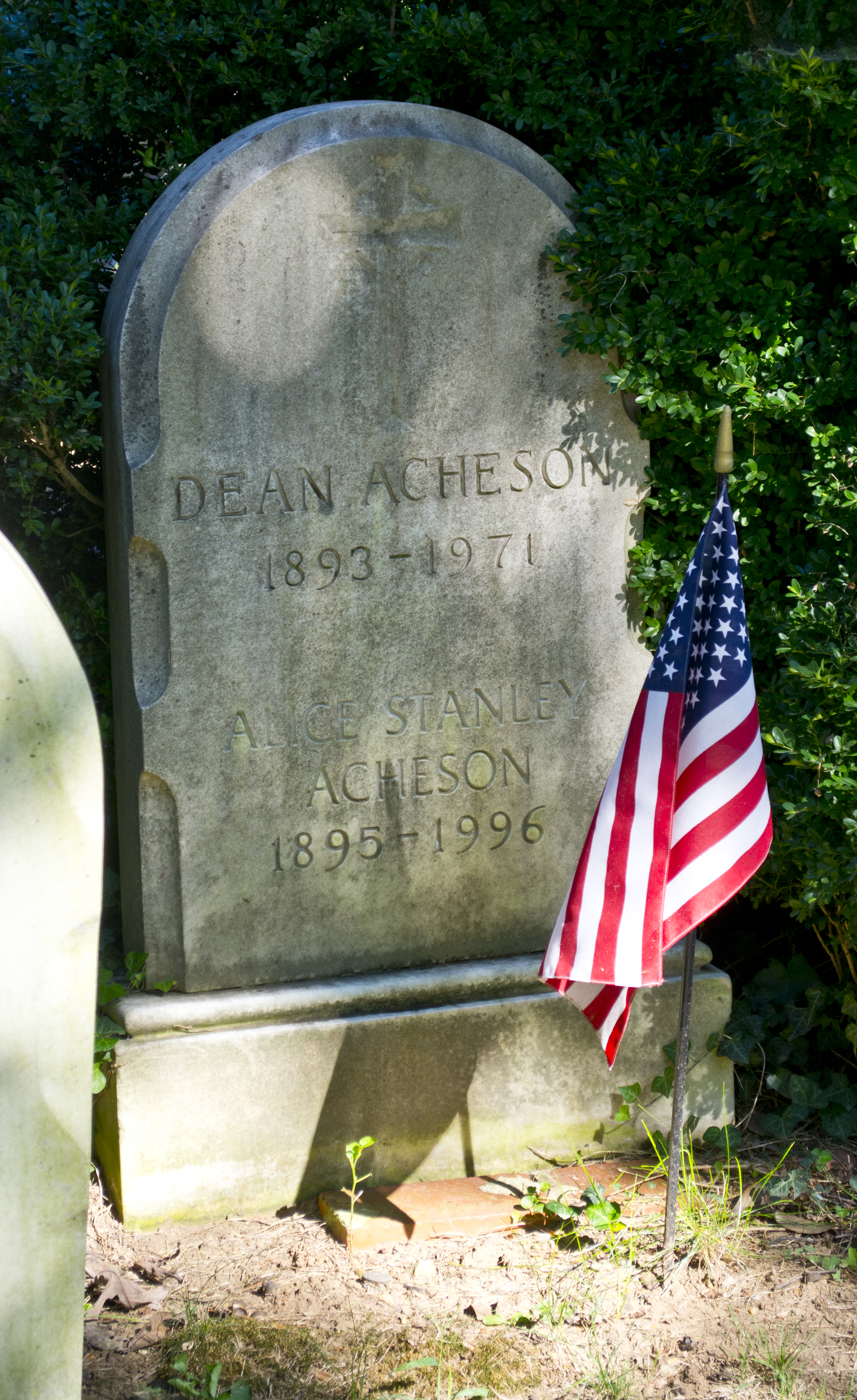
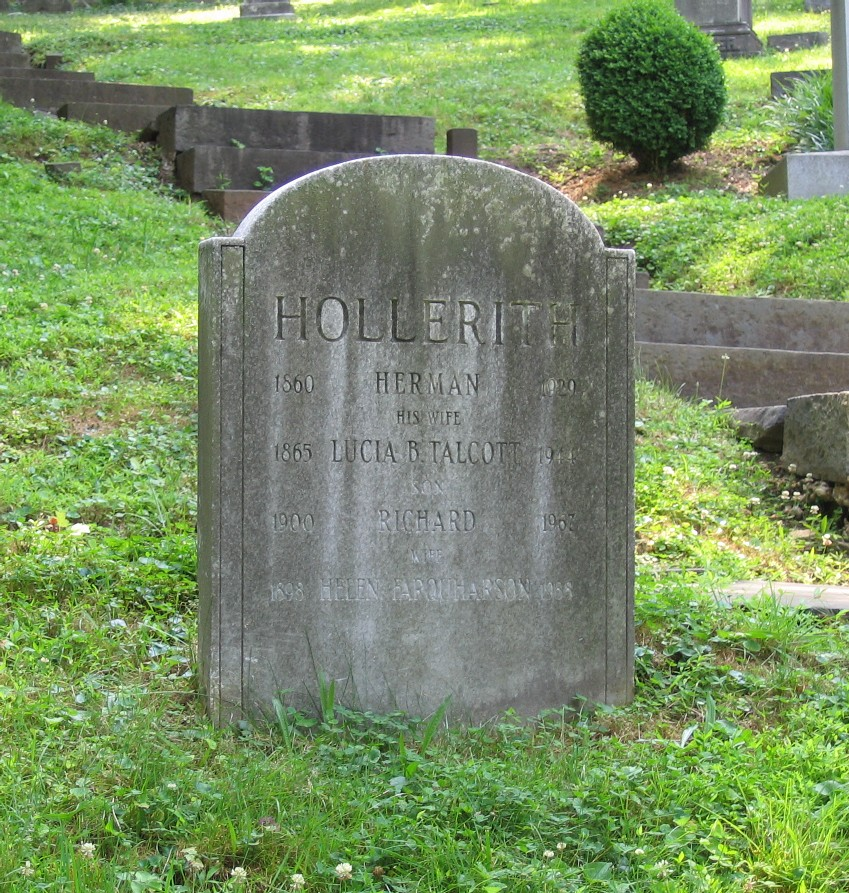
Memorial stone for Herman Hollerith, mathematician and inventor
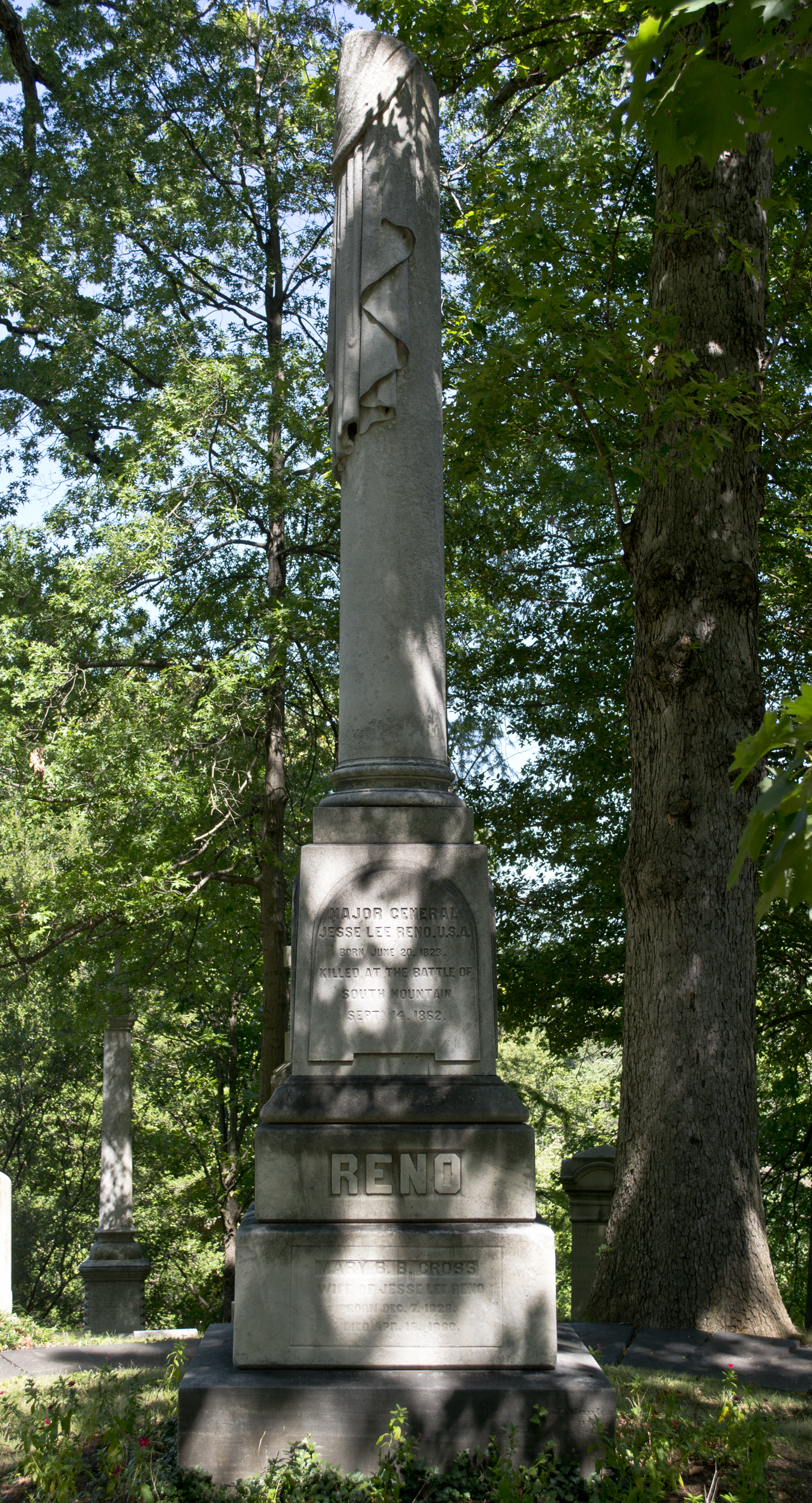
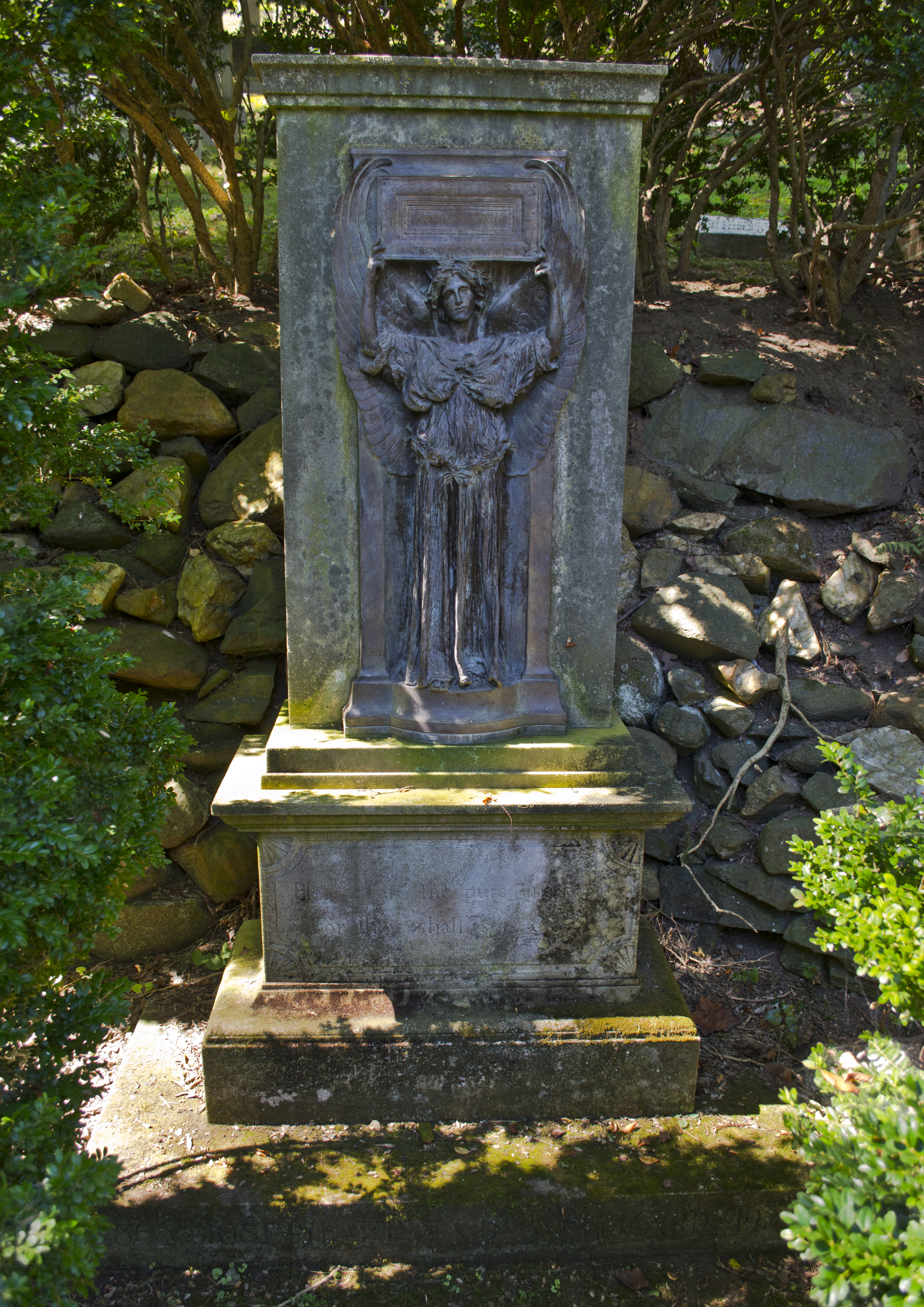
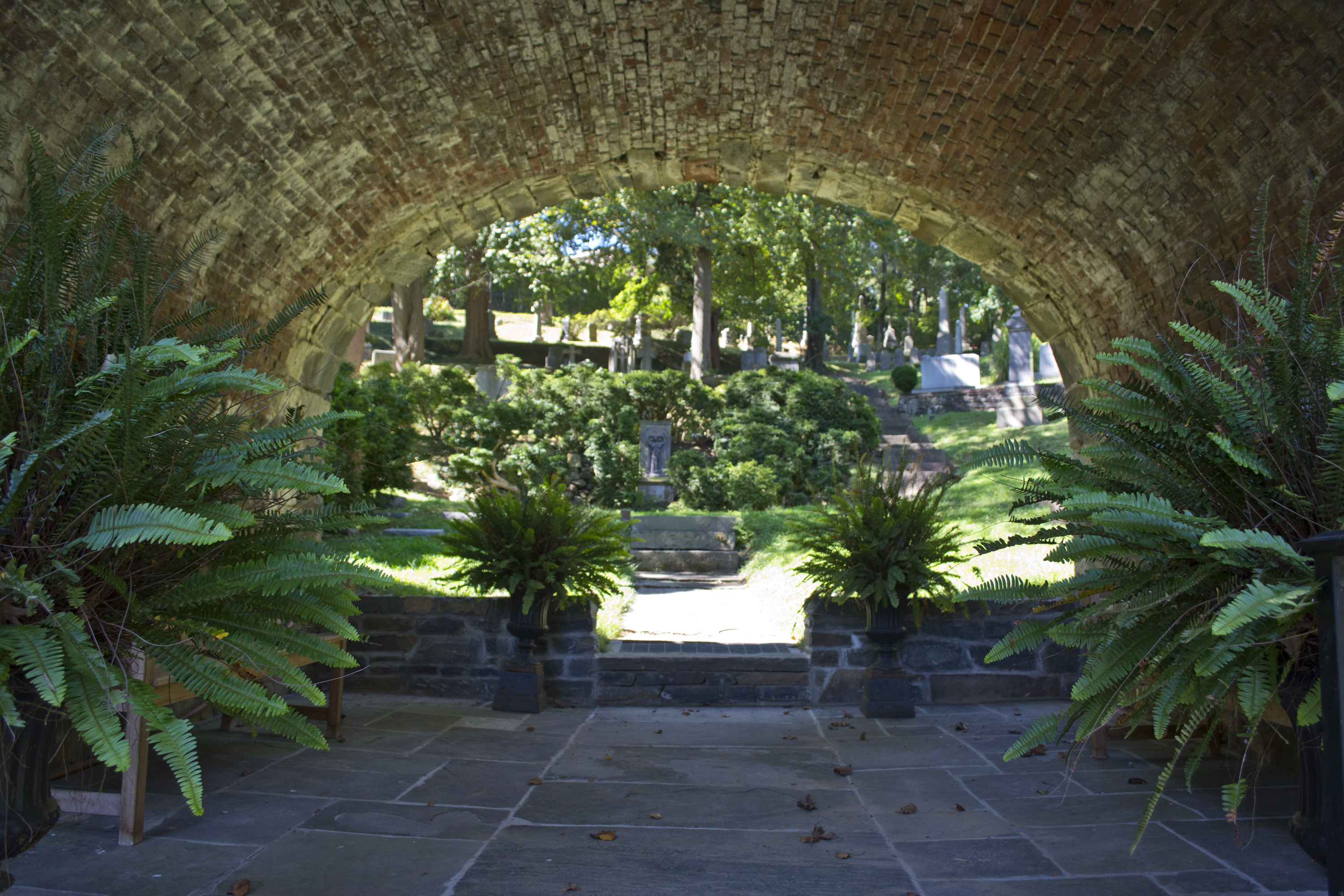
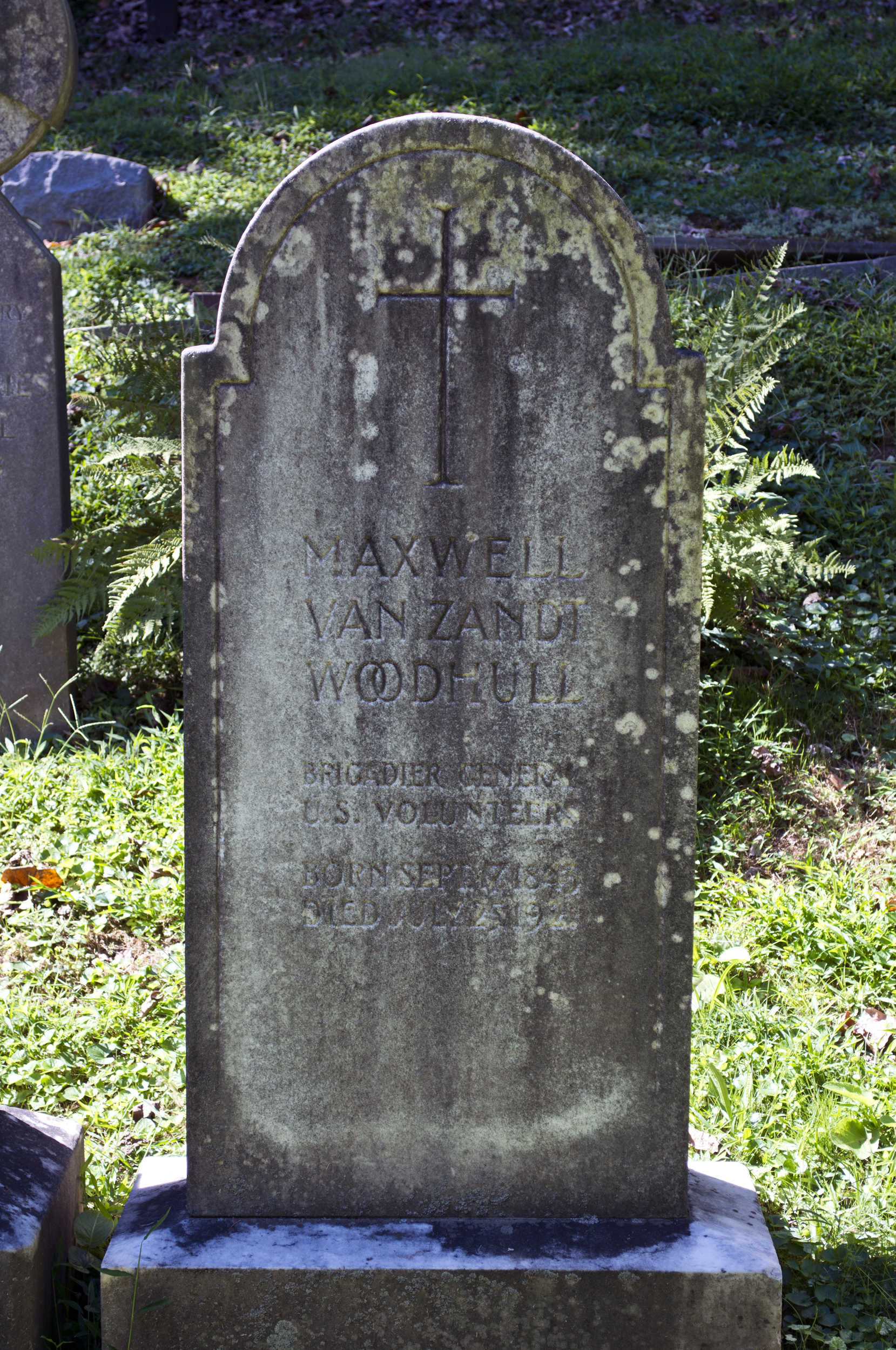
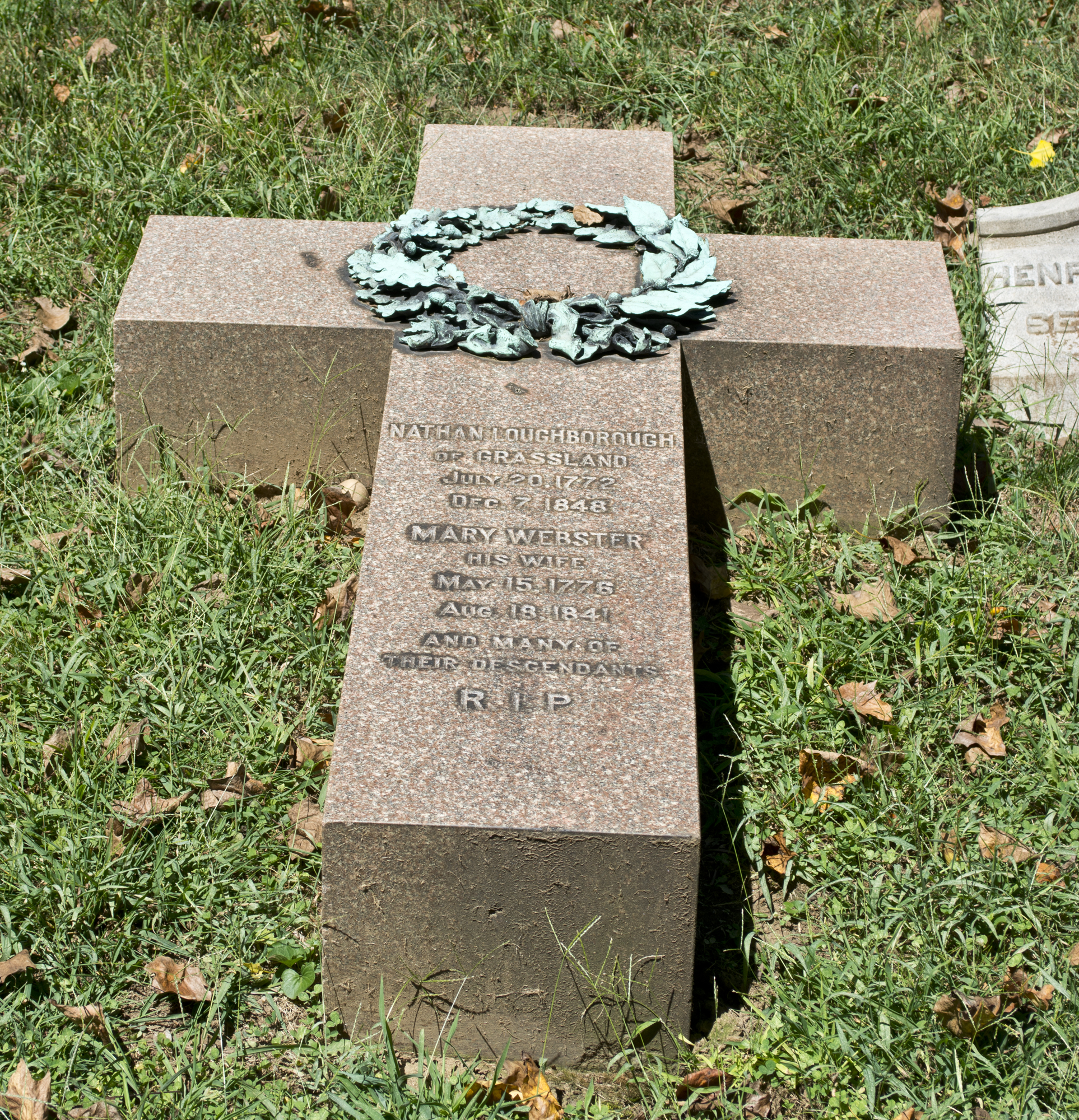
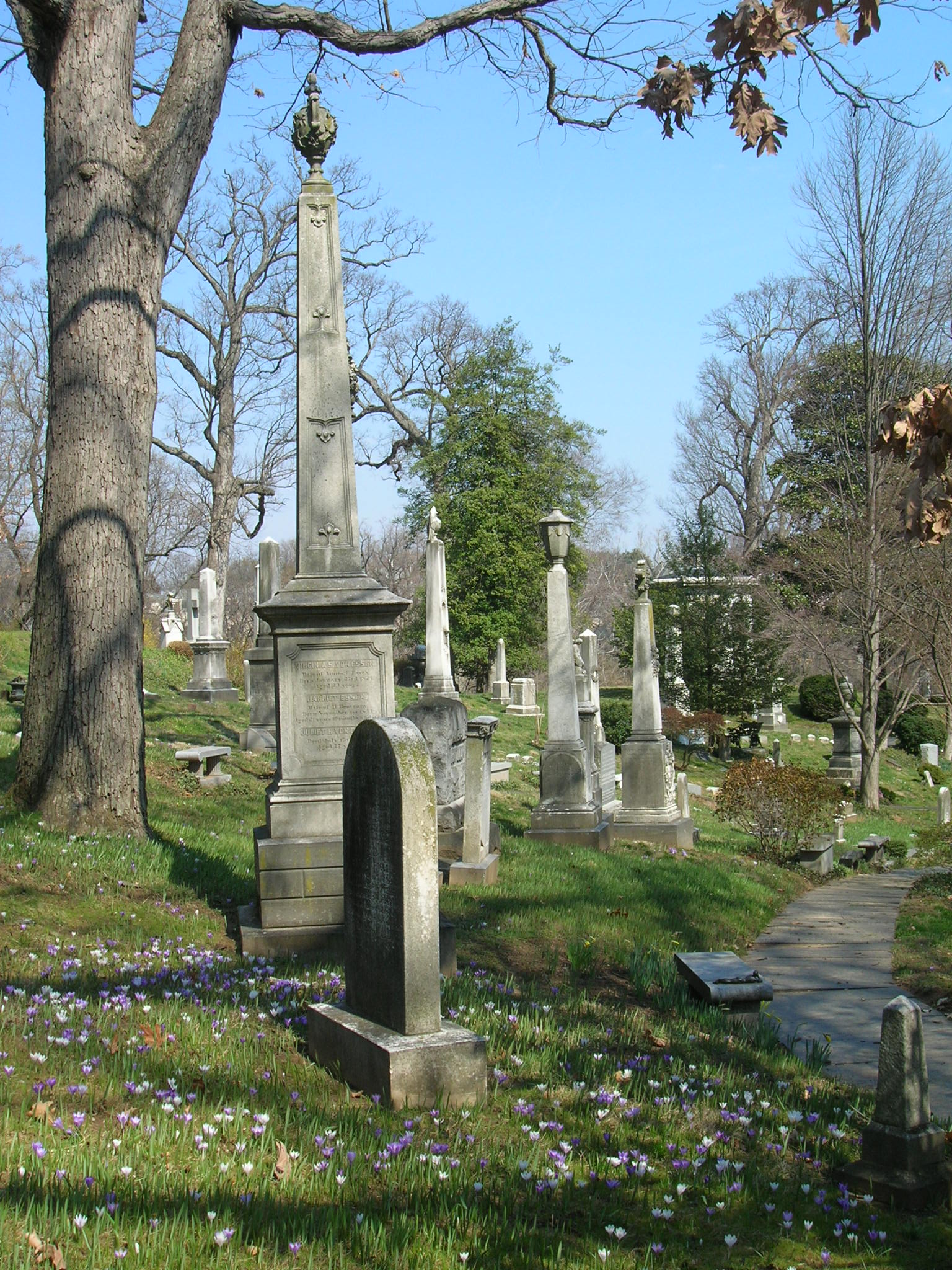
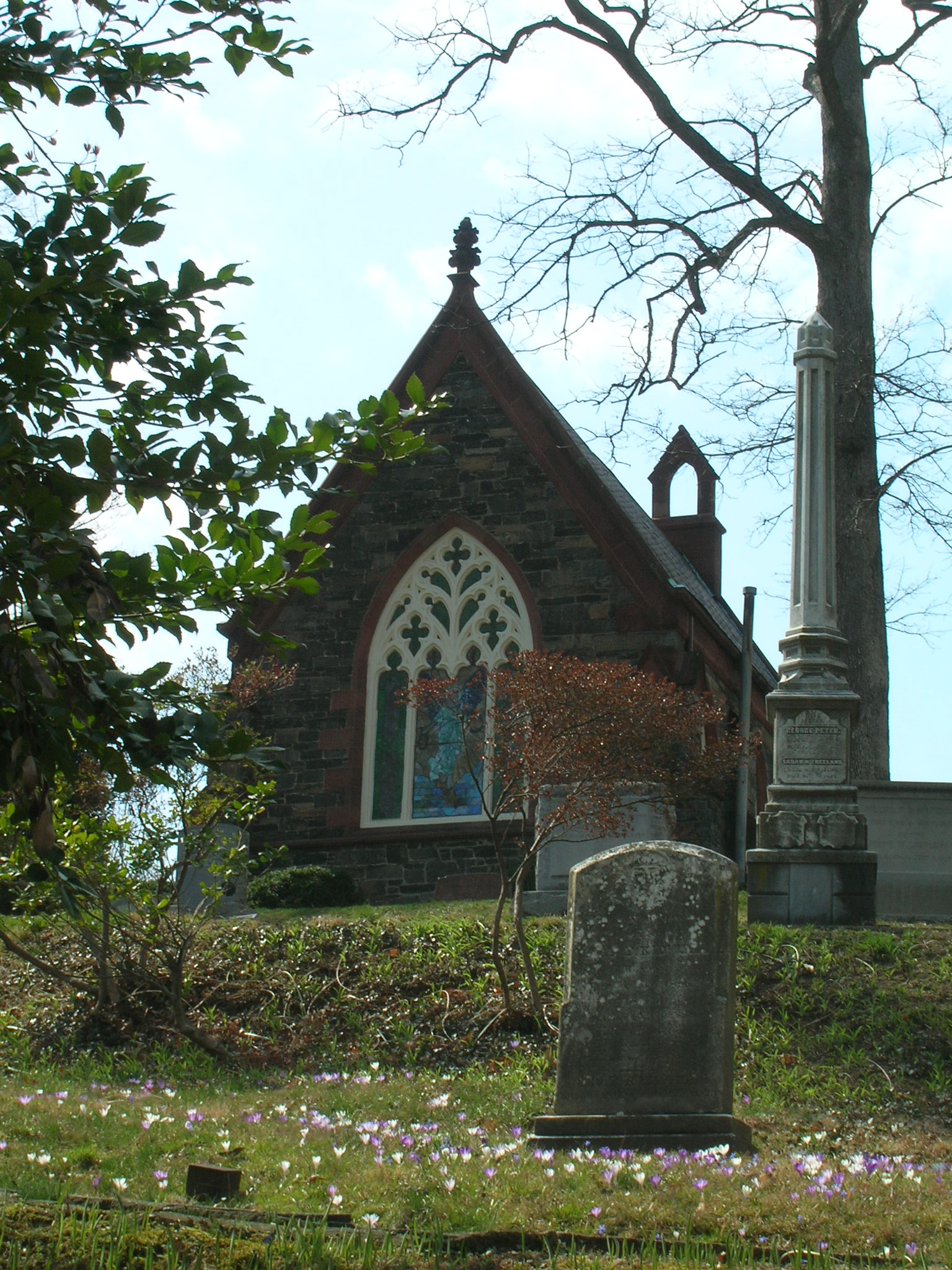
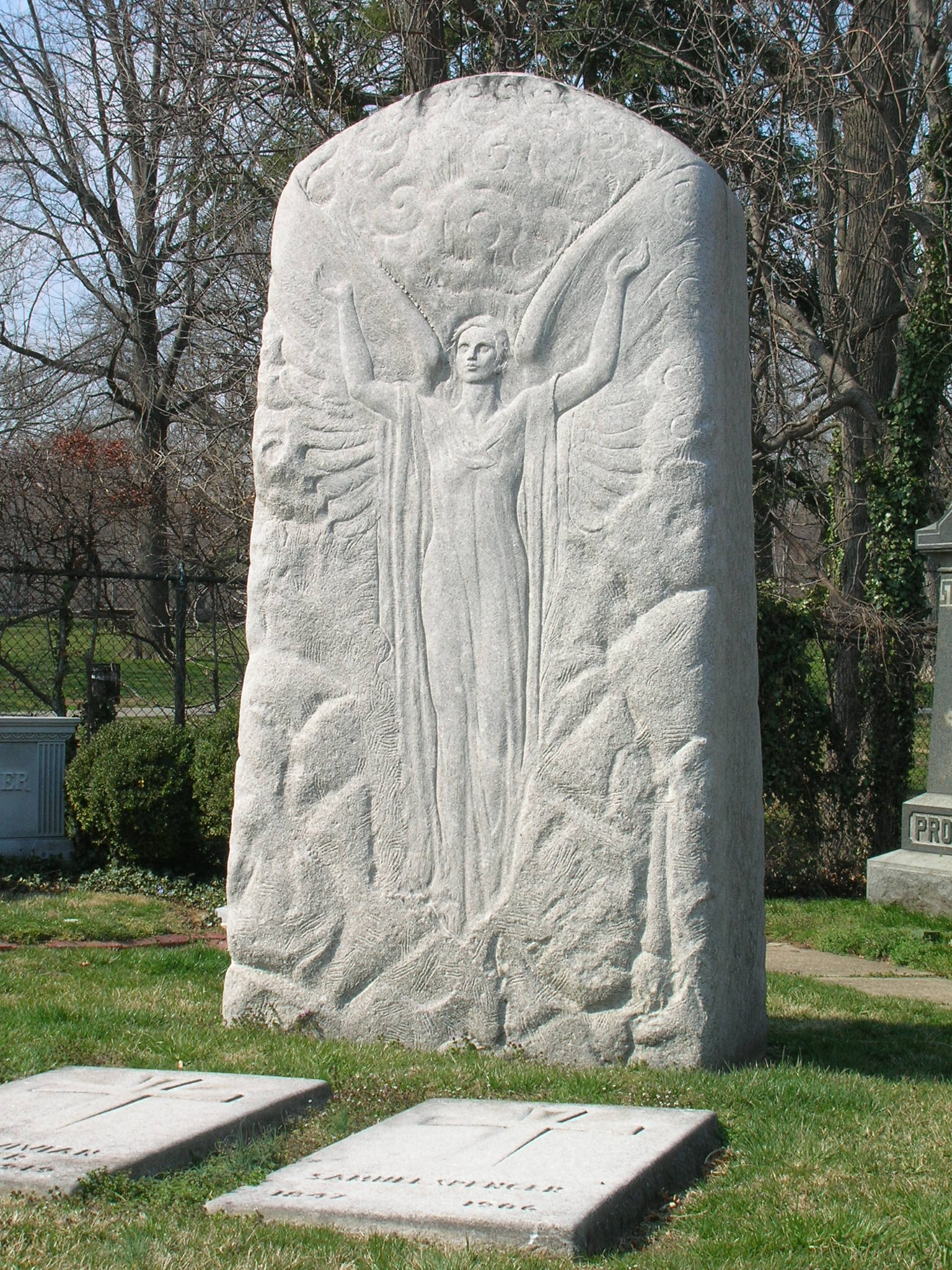
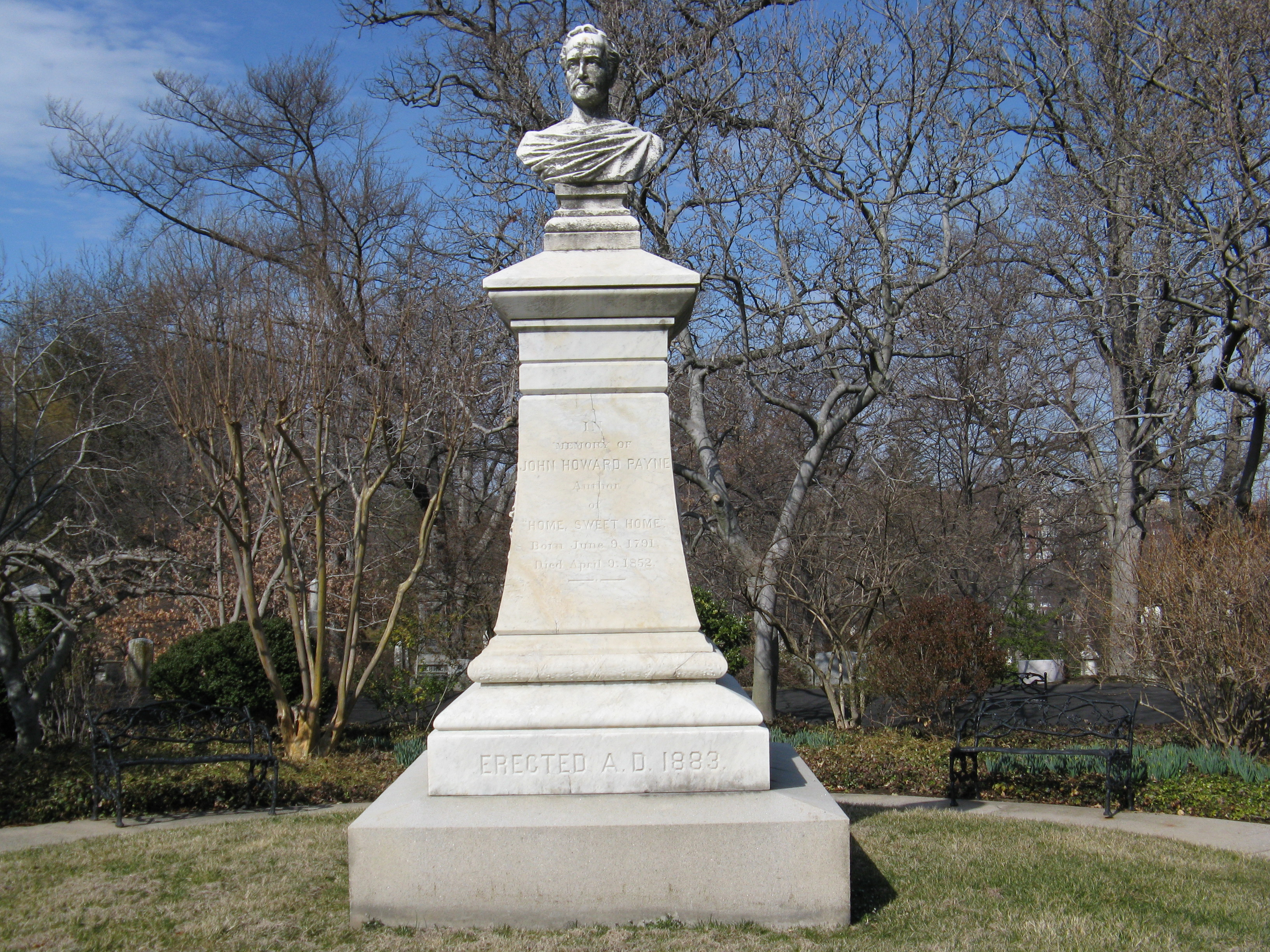
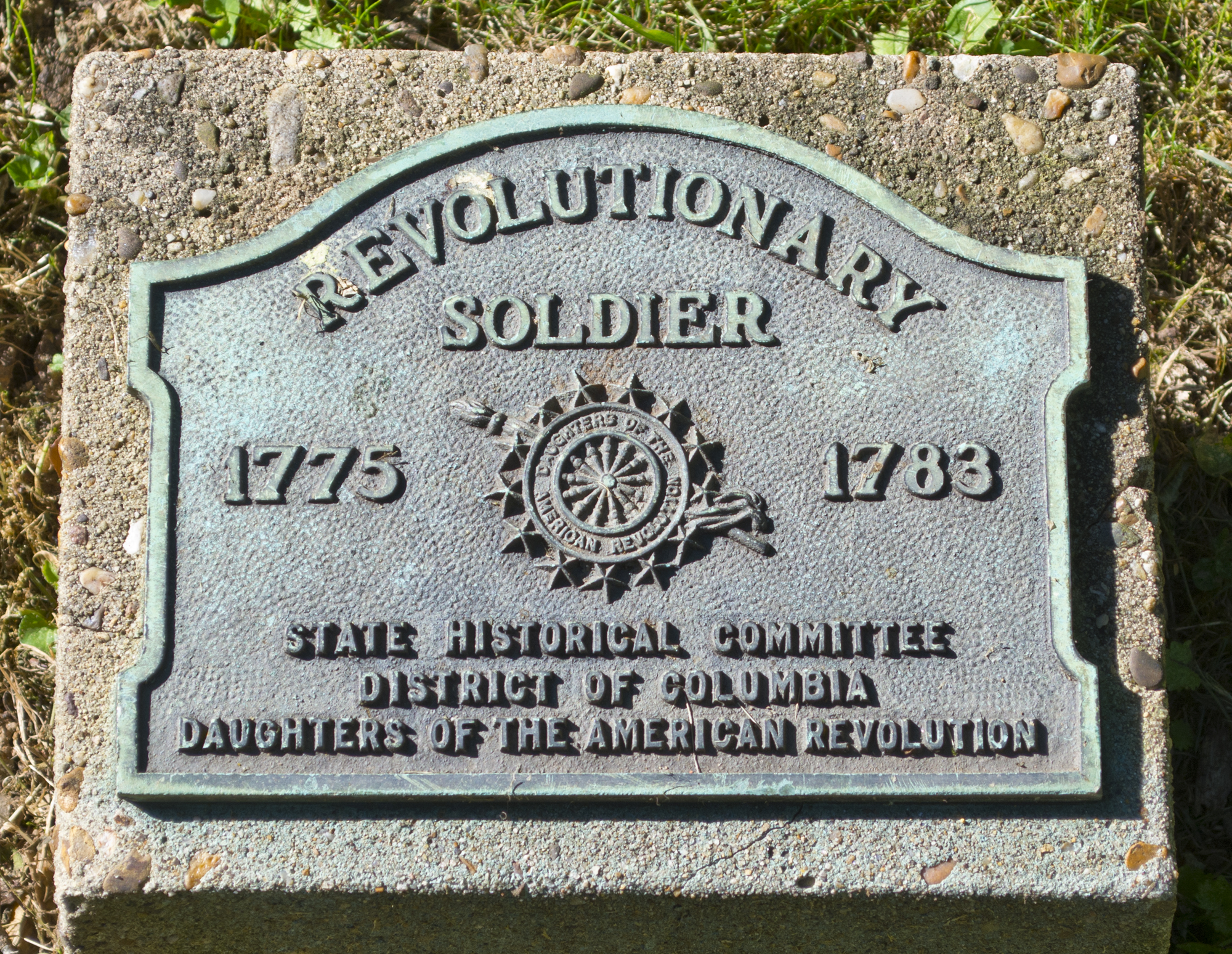
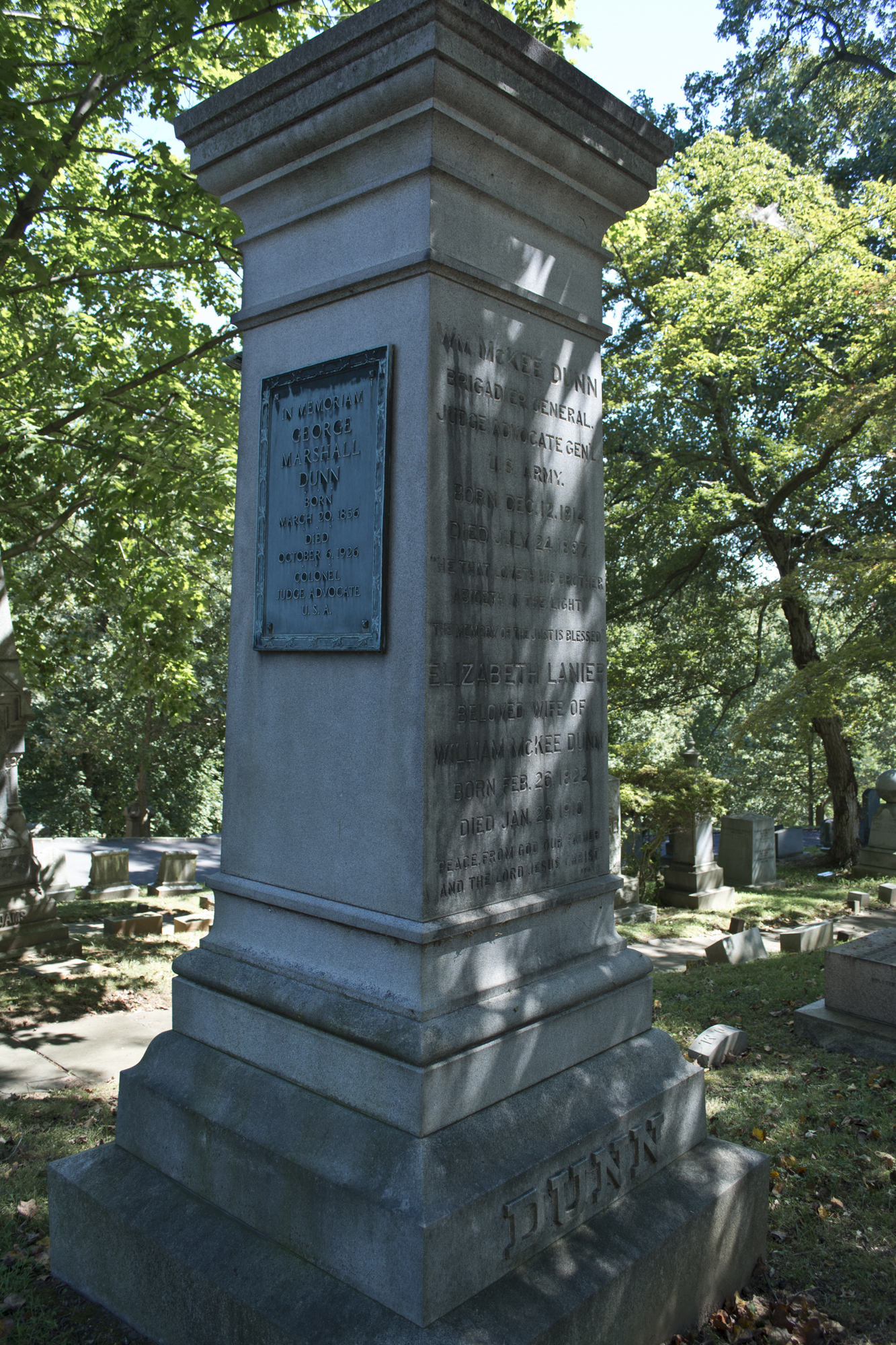
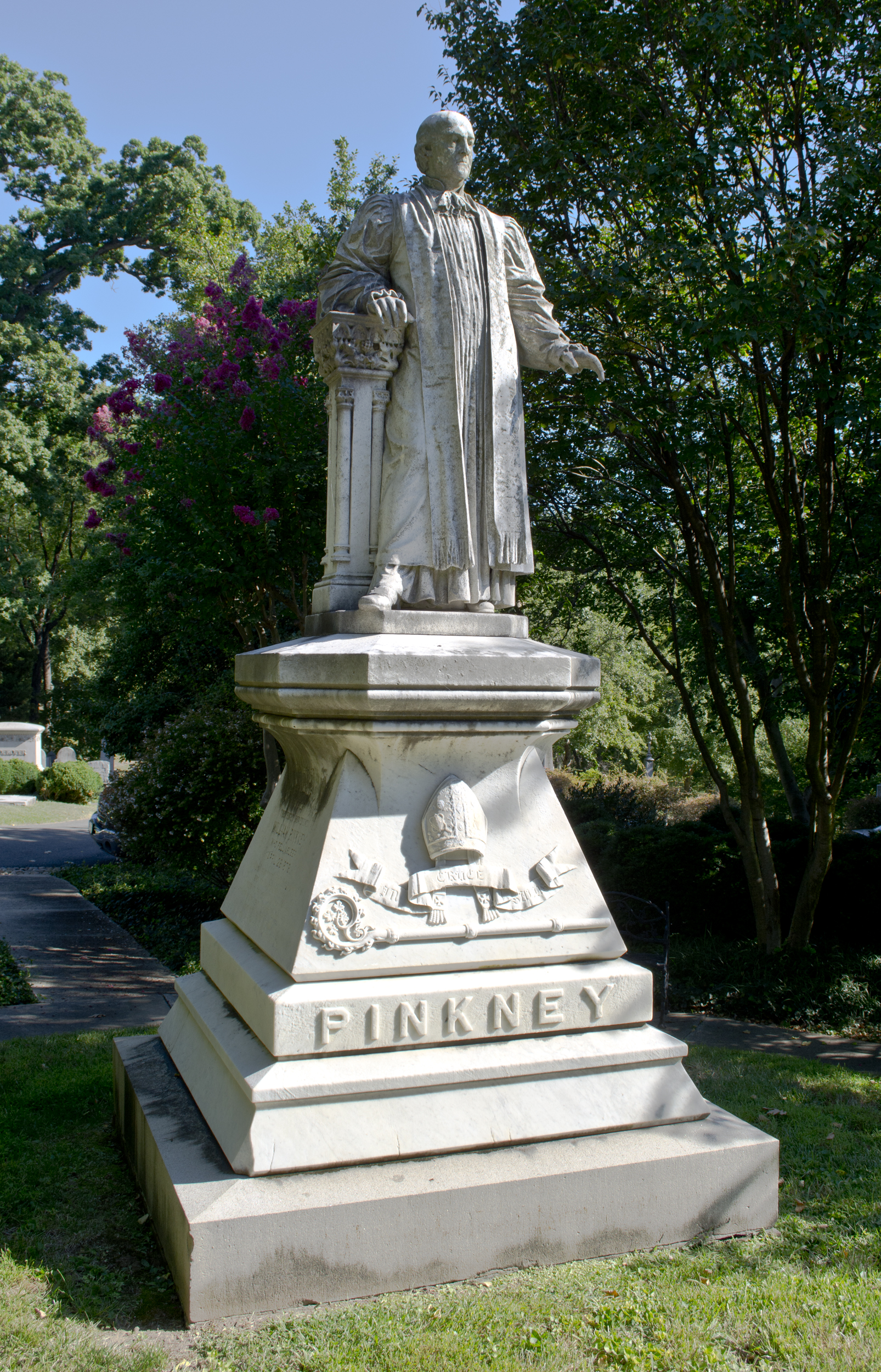
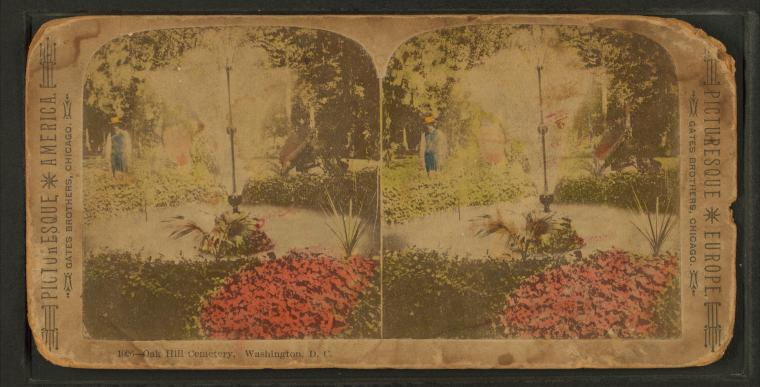

## Source
- (en) Cet article est partiellement ou en totalité issu de l’article de Wikipédia en anglais intitulé « Oak Hill Cemetery (Washington, D.C.) » (voir la liste des auteurs).